# 義経岩
座標: 北緯36度48分53.6秒 東経137度2分32秒 / 北緯36.814889度 東経137.04222度

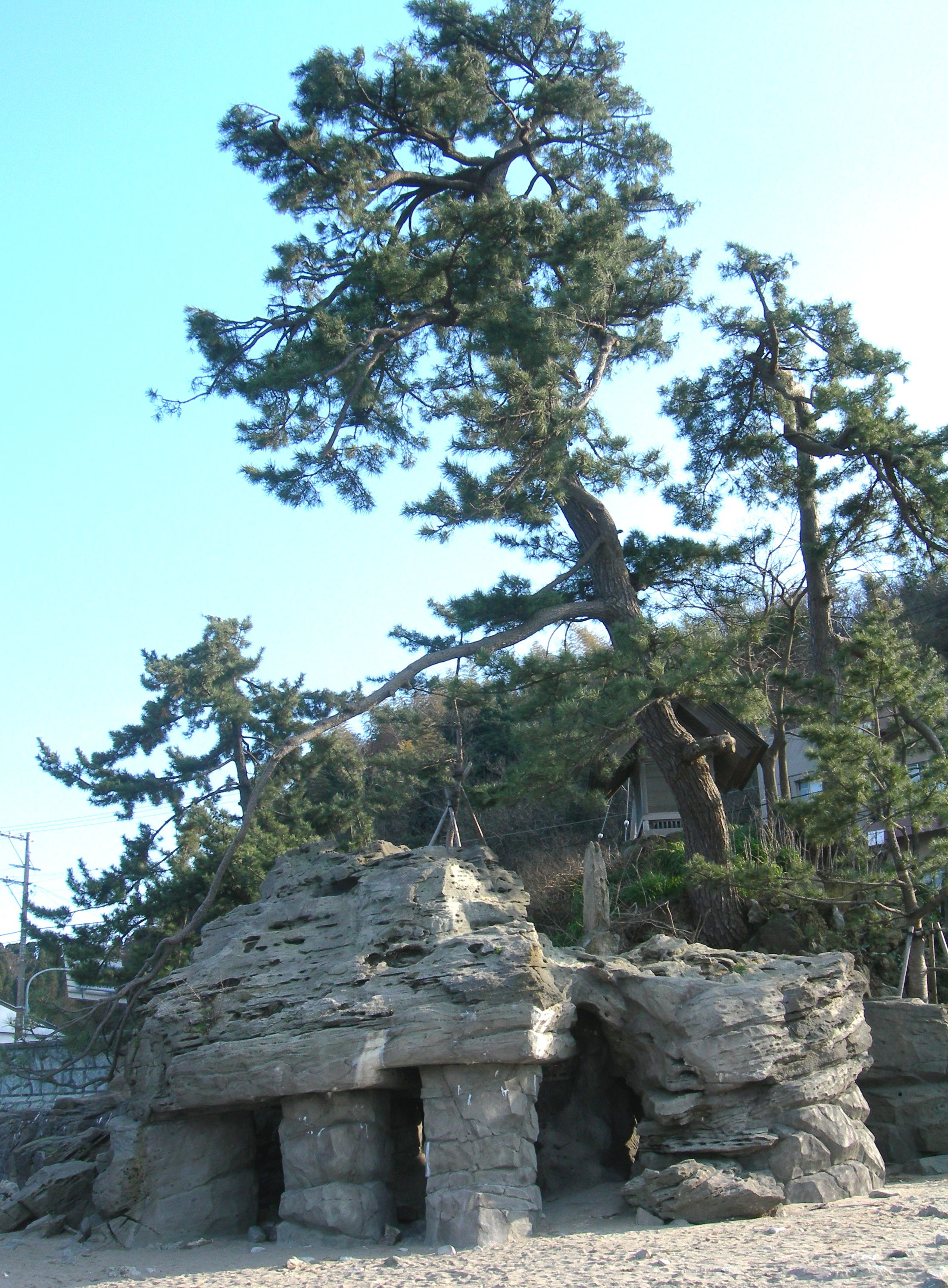
義経岩

義経岩（よしつねいわ）は、富山県高岡市の雨晴海岸にある大岩。義経伝説が残る。雨晴岩（あまはらしいわ）ともいう。能登半島国定公園内にある景勝地。

## 義経伝説
1187年、義経一行が奥州平泉へ向かう途中に俄雨が降り出したため、弁慶が岩を持ち上げ、その陰で雨宿りをしたという伝説が残る。「雨晴」という地名はこの伝説に由来する。義経岩の上には義経神社が建てられており、「義経の腰掛」や「弁慶の足跡」といわれる跡が残っている。近くの伏木には歌舞伎の「勧進帳」のモデルとなったとされる如意の渡しがあった。

## 義経岩踏切
義経岩は国道415号からJR氷見線を挟んだ反対側にあり、付近の駐車場からは離れた場所にある踏切を通る必要があった。しかし、遠回りになるため、義経岩のすぐ近くの柵の途切れた場所から線路に侵入して横断する人が多く、いわゆる「勝手踏切」の状態となっていた。2015年3月の北陸新幹線の金沢までの開業に合わせ、高岡市が費用を負担して歩行者専用の踏切が2015年6月に作られ、勝手踏切が解消された。2018年には道路を挟んだ反対側に道の駅雨晴が開業した。